# USS Guavina
L' USS Guavina (SS/SSO/AGSS/AOSS-362),mise en service en 1943, est un sous-marin de la classe Gato de la marine des États-Unis.